# Pogodno (zajezdnia tramwajowa)
Zajezdnia Pogodno (1938–1945 niem. Straßenbahnhof West lub Depot Neuwestend) – zajezdnia tramwajowa w Szczecinie, zlokalizowana przy alei Wojska Polskiego 200, na osiedlu Zawadzkiego-Klonowica, w dzielnicy Zachód.

## Historia
Zajezdnia została otwarta 22 września 1938 roku jako piąta w mieście. Posiadała 16 kanałów przeglądowych i mogła pomieścić 80 jednostek taborowych. Położona jest w ekskluzywnej dzielnicy miasta. Teren dzielnicy został przyłączony do Szczecina w 1911 roku. Stało się to za sprawą ówczesnego nadburmistrza Szczecina Friedricha Ackermanna.
Przebudowę i modernizację zajezdni Pogodno rozpoczęto w sierpniu 1973 roku, a zakończono w grudniu 1983 roku. Wybudowano nową halę obsługi codziennej tramwajów wzdłuż północno-zachodniej ściany istniejącej hali remontowo-postojowej z dostosowaniem do potokowego systemu obsługi wagonów typu Konstal 102Na i Konstal 105N.
Istniejącą halę remontowo-postojową zmodernizowano i przebudowano z czołowej na potokową. Część hali przeznaczono na remonty wagonów tramwajowych. Dostosowano 5 kanałów do napraw nowoczesnego taboru tramwajowego. Wyposażono je w podnośniki hydrauliczne do pudeł wagonów i zapadnię do zestawów kołowych. Zwiększono również powierzchnię warsztatów naprawczych i pomocniczych.
W pozostałej części hali remontowo–postojowej usunięto bramy, co dało więcej miejsca na postoje wagonów. W trakcie przebudowy i modernizacji zajezdni z powodu dostaw nowego taboru tramwajowego w postaci Konstali 105N, zaszła konieczność zmian projektowych nie uwzględnionych pierwotnie, co zwiększyło nieznacznie koszty inwestycji.
Modernizacja i przebudowa zajezdni Pogodno stworzyła zaplecze techniczne dla 150 jednostek taborowych. Zajezdnia Pogodno jest jedyną w Szczecinie zajezdnią przelotową. Dzięki przeprowadzonej przebudowie i modernizacji jest dostosowana do przyjmowania nowoczesnego taboru.
Od lat 60. trafiał tu najnowszy tabor, czego przykładem mogło być 30 wagonów 102Na, stacjonujących tu do momentu wysłania ich na remont do Krakowa oraz rodzina 105N, na które zajezdnia ta do 1991 roku miała monopol. Stacjonowały tu również najnowsze wówczas wagony 105N2k/2000 oraz najstarszy Bremen wraz z innym historycznym tramwajem – N 167. 1 października 2004 roku po zamknięciu zajezdni Niemierzyn, powróciły tu również wagony 102Na. Od października 2006 r. zajezdnia Pogodno stała się również domem dla pierwszych wagonów Tatra KT4Dt, sprowadzonych z Berlina.
13 listopada 2010 roku na „Pogodno” przyjechał pierwszy wagon Pesa Swing 120NaS z bydgoskiej PESY. Wagon otrzymał numer 801. 1 lutego 2011 roku „Swing” zadebiutował liniowo na 7/9.
Sama zajezdnia to 15 torów postojowych w hali, jeden zewnętrzny, przelotowy, jeden z niepełną siecią prowadzący do hali warsztatów oraz 3 tory wjazdowe do zajezdni z czego 2 w dobudowanej hali, na których dokonuje się sprawdzenia stanu taboru po zjeździe do zajezdni oraz mniejsze naprawy. Za halą znajduje się rozległy plac, na którym tramwaje powracające z miasta zawracają wjeżdżając na jeden z torów prowadzących do miasta. Obok hali stoją 2 niewielkie budynki – jeden to budynek mieszkalny natomiast w drugim mieści się zaplecze dla motorniczych, dyspozytornia oraz pomieszczenia administracyjne.

## Tabor
Obecnie w zajezdni stacjonują tramwaje następujących typów:
| Typ                   | Lata produkcji   | Liczba | Numery taborowe       |
| --------------------- | ---------------- | ------ | --------------------- |
| Konstal 105N          | 1978, 1979       | 2      | 701, 720              |
| Tatra KT4Dt           | 1983, 1985–1987  | 70     | 102, 104-149, 151-173 |
| Tatra T6A2D           | 1988, 1989, 1991 | 12     | 223–228, 231–235, 238 |
| Pesa Swing 120NaS     | 2010, 2011       | 6      | 801–806               |
| Pesa Swing 120NaS2    | 2013, 2014       | 22     | 807–828               |
| Moderus Beta MF15AC   | 2014             | 2      | 601, 602              |
| Moderus Beta MF25AC   | 2018             | 2      | 603, 604              |
| Moderus Beta MF29ACBD | 2020-2023        | 6      | 621-626               |

## Obsługiwane linie
Zajezdnia obsługuje linie  1,  2,  3,  4,  5,  7,  8,  9,  10,  11 oraz  12.